# 아서 랭킨

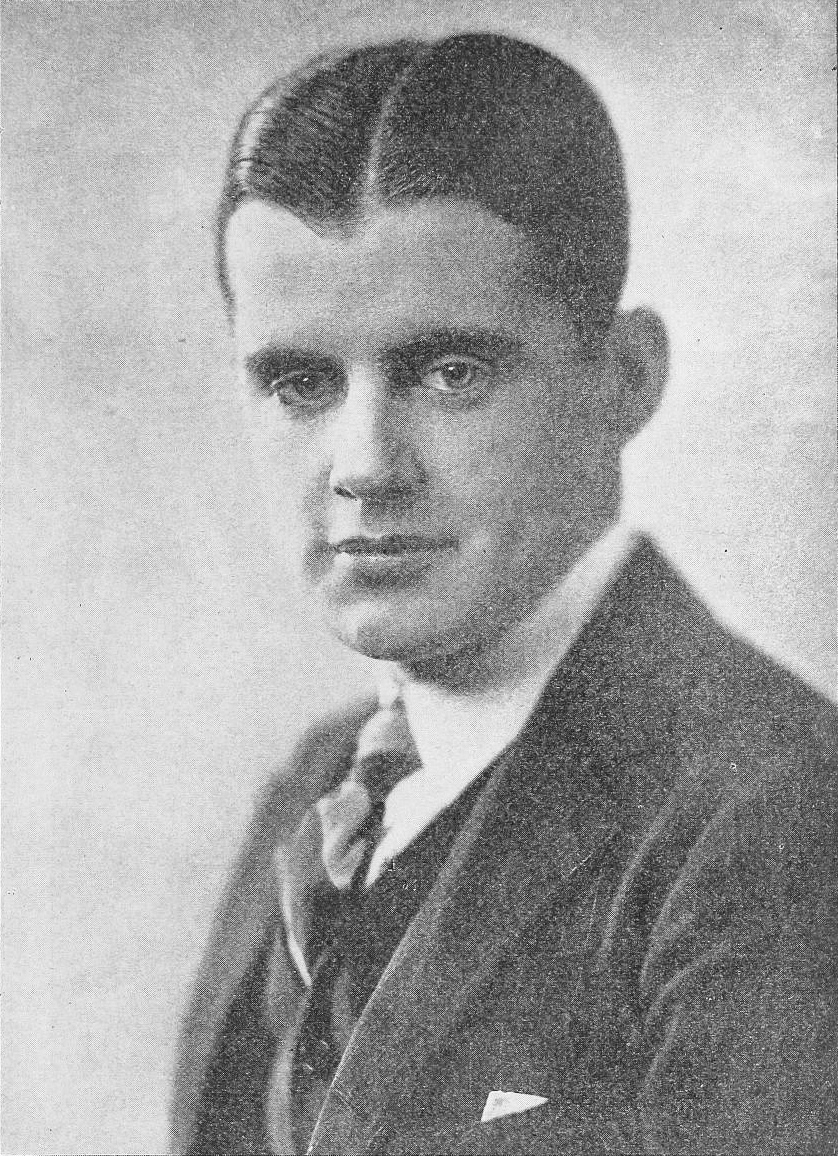

아서 랭킨(Arthur Rankin, 1895년 8월 30일 ~ 1947년 3월 23일)은 미국의 배우, 영화배우이다.
뉴욕에서 태어났으며 로스앤젤레스에서 사망하였다.

## 영화
- 리멤버 더 데이 (1941년)
- 스워니 리버 (1939년)
- 로즈 오브 워싱턴 스퀘어 (1939년)
- 마이 럭키 스타 (1938년)
- 해피 랜딩 (1938년)
- 아침의 영광 (1933년)